# Glomera montana
Glomera montana är en orkidéart som beskrevs av Heinrich Gustav Reichenbach. Glomera montana ingår i släktet Glomera och familjen orkidéer. Inga underarter finns listade i Catalogue of Life.